# Bad Schwartau

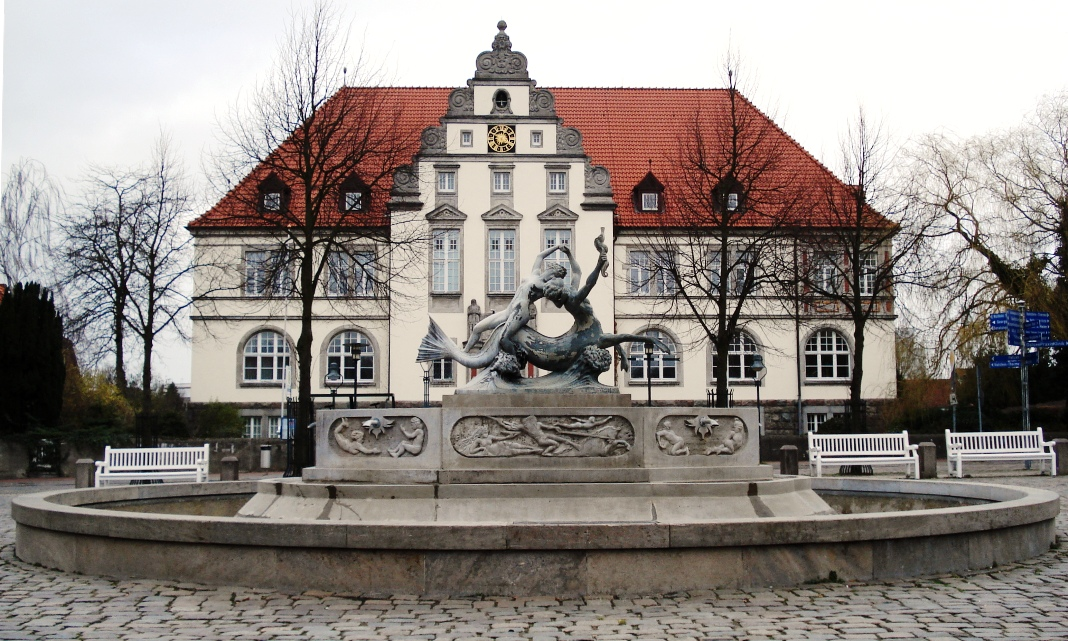
Gebäude des ehemaligen Amtsgerichts von Bad Schwartau (bis 2009) mit dem Nachbau des Peterich-Brunnens

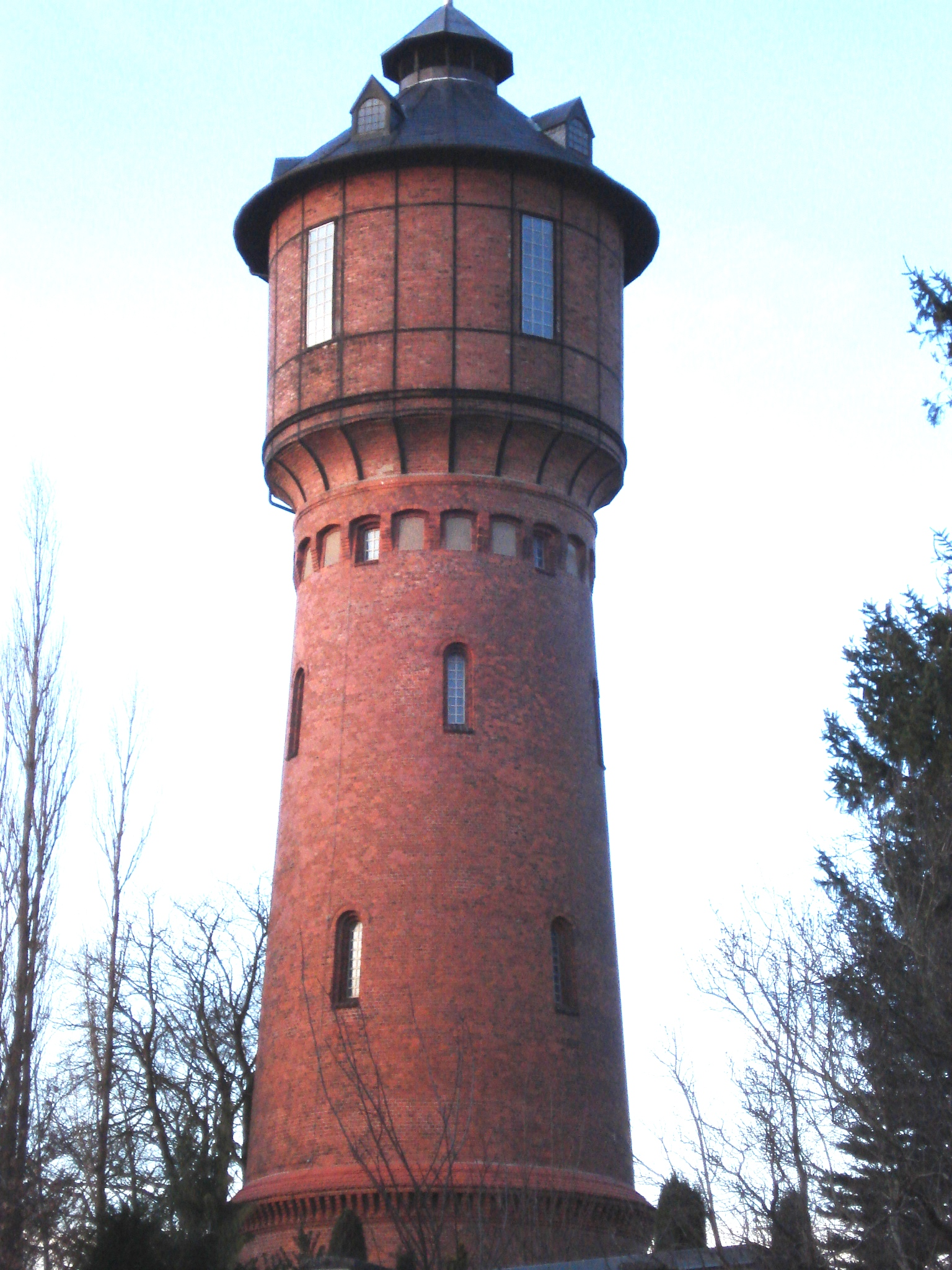
Historischer Wasserturm von Bad Schwartau

Bad Schwartau (niederdeutsch Bad Swartau, bis 1913 Schwartau) ist die größte Stadt im Kreis Ostholstein in Schleswig-Holstein (Deutschland) und ein staatlich anerkanntes Jodsole- und Moorheilbad. Die Stadt liegt am Fluss Schwartau unmittelbar nördlich angrenzend an Lübeck und bildet mit dieser Stadt eine Agglomeration.

## Nachbargemeinden
- Hansestadt Lübeck
- Stockelsdorf
- Ratekau

## Ortsteile
Bad Schwartau ist gemäß Hauptsatzung der Stadt Bad Schwartau in fünf Ortsteile gegliedert:
- Cleverbrück
- Groß Parin
- Kaltenhof
- Rensefeld
- Schwartau

## Geschichte
Der Ortsname geht auf den wendischen Namen des Flusses Schwartau zurück, der als „die Schlängelnde“ gedeutet wird. Damit wird Bezug auf den sehr gewundenen Unterlauf des Flusses vor der viel später erfolgten Begradigung genommen.

### Vor 1600
Im Jahr 1177 wurde der heutige Ortsteil Rensefeld erstmals in einer Urkunde erwähnt, die bischöfliche Mühle Schwartau Molendinium szwartowe wurde erstmals 1215 in einem Dokument genannt. 1258 richtete der Lübecker Bischof ein Siechenhaus („Domus leprosum“), das Schwartauer Siechenhaus, für Leprakranke in der Nähe der heutigen Georgskapelle ein. Dieses wurde im 15. Jahrhundert – nach dem Abklingen der Lepra („Aussatz“) – in ein Alten- und später Armenhaus umgewandelt. Im Jahr 1280 gründete der Lübecker Bischof Burkhard von Serkem den Wirtschaftshof Kaltenhof außerhalb der Stadt Lübeck an der Schwartau.

### 17. Jahrhundert
Um 1640 wurde das dort entstandene bischöfliche Amt Kaltenhof nach Schwartau verlegt, das sich zum Marktflecken entwickelte.

### 18. Jahrhundert

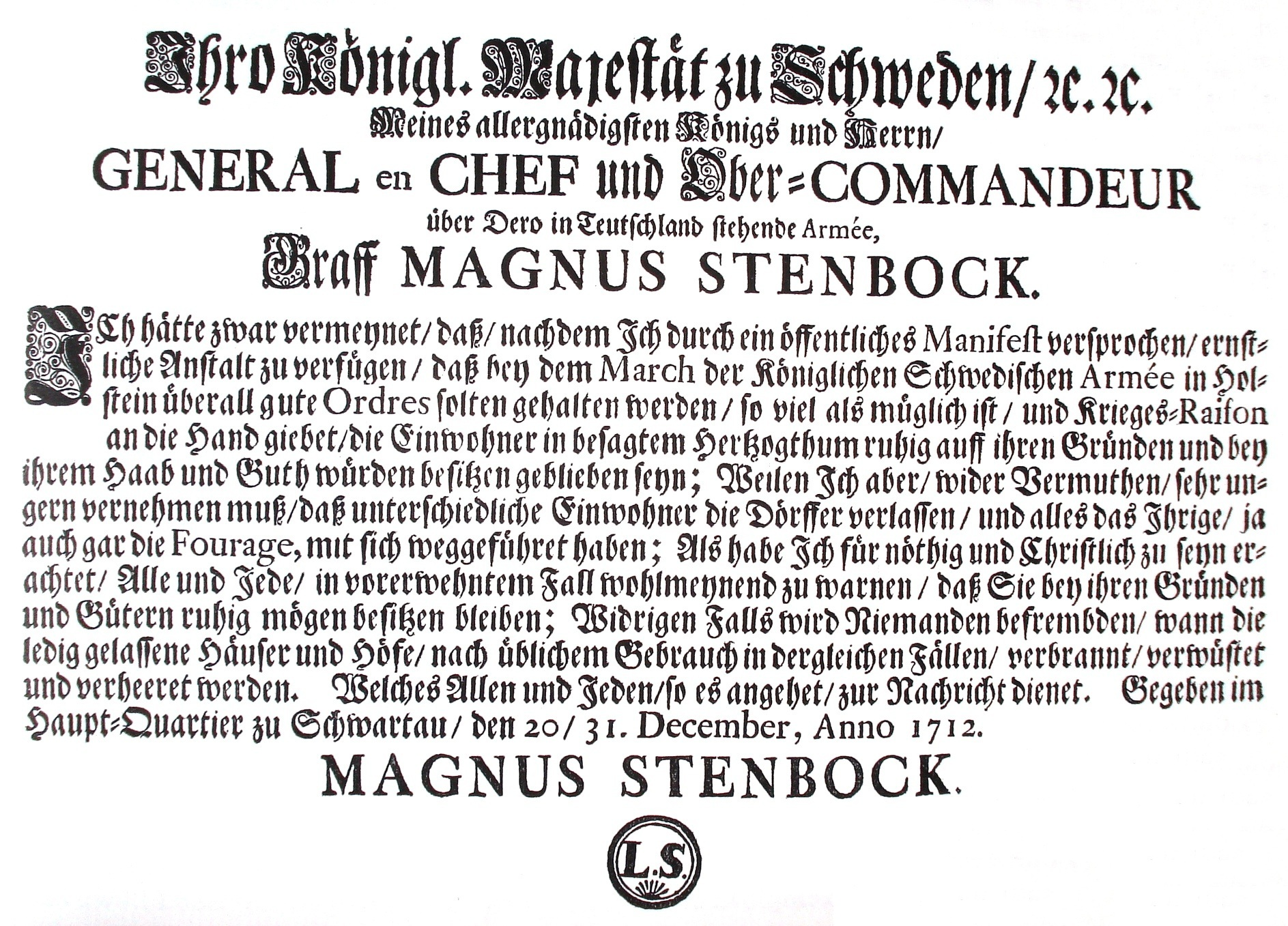
Aufruf von Magnus Stenbock an die Einwohner Schwartaus Ende 1712 während des Nordischen Krieges

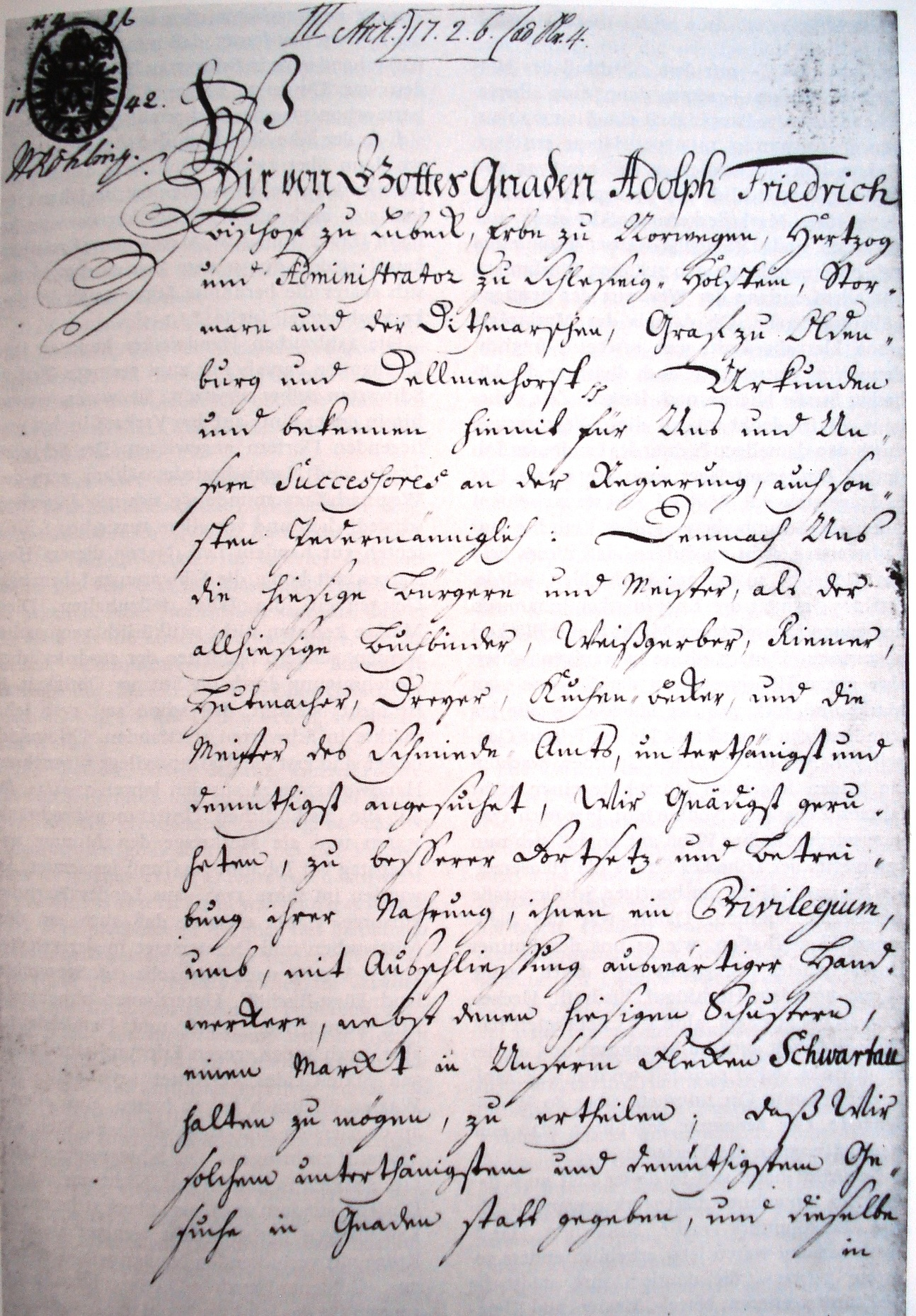
Schwartauer Marktprivileg von 1742

Vom 20. bis 31. Dezember 1712 (im Großen Nordischen Krieg) richtete der schwedische Befehlshaber Magnus Stenbock in Schwartau sein Hauptquartier ein. Im Jahr 1742 erteilte der Fürstbischof des Hochstifts Lübeck Adolf Friedrich Schwartau das erste Marktprivileg für den Montag und Dienstag vor Johanni (24. Juni), dieses Marktprivileg wurde 1763 auf zwei Tage vor Michaeli (29. September) erweitert.

### 19. Jahrhundert

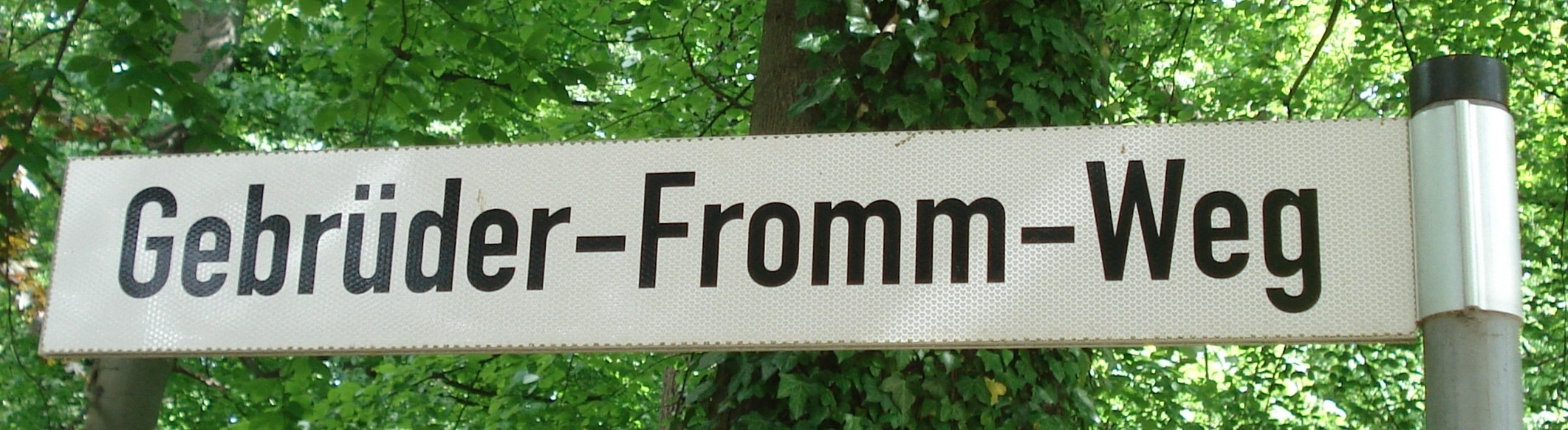
Schild „Gebrüder-Fromm-Weg“ – benannt nach Paul und Otto Fromm, den Begründern der Schwartauer Werke

Nach der Schlacht bei Lübeck zogen die preußischen Truppen unter Blücher auf dem Weg nach Ratekau am 6. November 1806 durch Schwartau. Die ihnen folgenden französischen Truppen plünderten. Im Jahre 1842 wurden die Ämter Kaltenhof und Großvogtei zum Amt Schwartau im Fürstentum Lübeck/Großherzogtum Oldenburg vereinigt.
Am 1. November 1859 erhielt Schwartau durch die neue Oldenburger Gemeindeordnung den Status einer Fleckengemeinde.
Im Vorfeld des Deutsch-Dänischen Krieges wurde 1864 der Schwartauer Schlagbaum von preußischen Truppen zerstört und damit die Neutralität des Großherzogtums Oldenburg verletzt („Erstürmung des Schwartauer Schlagbaumes“).
Im Jahr 1899 wurden die Schwartauer Werke durch die Brüder Paul und Otto Fromm eröffnet.

### Zu Beginn des 20. Jahrhunderts

Anzeige für die „Villenkolonie Schwartau“ (1910)

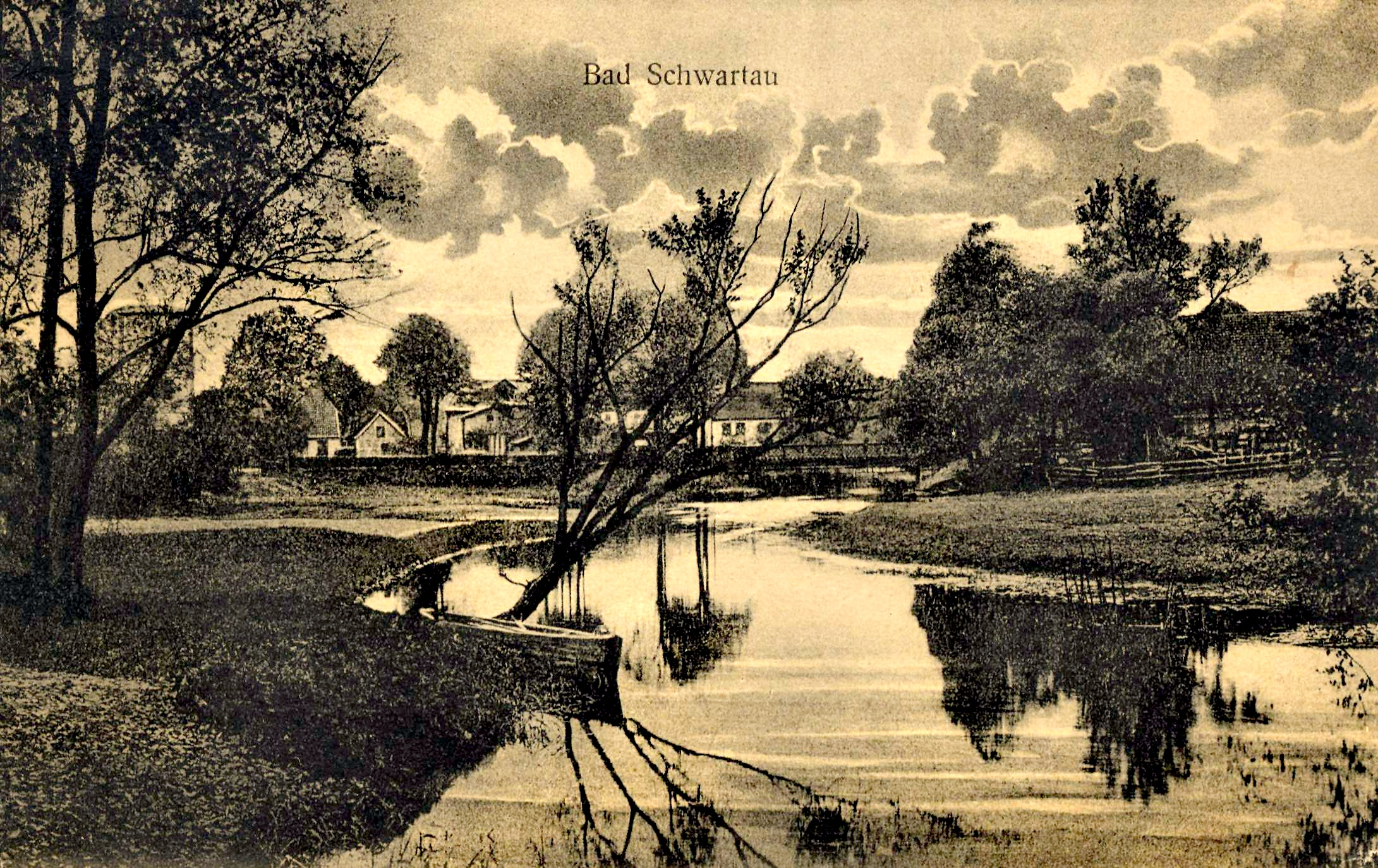
Bad Schwartau vor 1922

Vor 1900 entwickelte sich Schwartau zu einem Luftkurort („Sommerfrische“), in dem die Gäste sich von der mit Industrialisierung einhergehenden Luftverschmutzung in den Großstädten erholten. Zeitgleich wurde Schwartau ein beliebter Wohnort/Ruhesitz, was zur Entwicklung von Villenkolonien in Schwartau, Cleverbrück und Kaltenhof führte. Im Jahr 1895 wurde die erste Solequelle mit hohem Jodgehalt entdeckt. 1901 eröffnete Anton Baumann das „Elisabeth-Sol- und Moorbad“, womit die Entwicklung des Kur- und Badewesens in Bad Schwartau begann.
Im Jahr 1912 erhielt Schwartau das Stadtrecht, ein Jahr später wurde Schwartau Bad.

### Nationalsozialismus und Zweiter Weltkrieg
Am 26. Oktober 1932 hielt Hitler auf den Sportplatz des Riesebuschs seinen ursprünglich für den 6. November (Lübeck) geplanten Wahlkampfauftritt ab. Um eine möglichst große Menge zu erreichen, fanden die Veranstaltungen der NSDAP unter freiem Himmel statt. Der Lübecker Marktplatz war, bedingt durch Brunnen, Baumreihe und Kaak, der NSDAP zu klein, der Alternativort, der Buniamshof, lag der Partei zu weit abseits. Ergo wurde die Veranstaltung nach Bad Schwartau verlegt.
Auch in Bad Schwartau wurden Menschen in der Zeit des Nationalsozialismus verfolgt. Heute zeugen eine Reihe von Stolpersteinen in Bad Schwartau von diesen Verfolgungen.
1934 wurden die Dörfer Rensefeld, Groß Parin und Cleverbrück der aufgelösten Landgemeinde Rensefeld eingemeindet. Im Jahr 1937 ging Schwartau aufgrund des Groß-Hamburg-Gesetzes als Teil des aus dem Fürstentum Lübeck gebildeten Kreises Eutin vom Freistaat Oldenburg auf die preußische Provinz Schleswig-Holstein über.
Bad Schwartau blieb während des Zweiten Weltkrieges weitgehend von Luftangriffen verschont. Während der Schlacht um Berlin, unmittelbar nach dem letzten Geburtstag Hitlers, am 20. April 1945, kamen vorbereitete Evakuierungsmaßnahmen der Reichsregierung, Reichsministerien und dem Sicherheitsapparat zur Ausführung. Alle Reichsminister sammelten sich sodann im Raum Eutin-Plön, also nördlich von Bad Schwartau, da dieses Gebiet noch kampffrei war. Auch der frisch ernannte Präsident des Volksgerichtshofs Harry Haffner flüchtete nach Schleswig-Holstein. Nachdem der vorherige Vorsitzende Roland Freisler im Februar 1945 bei einem Luftangriff ums Leben gekommen war, hatte Hitler am 12. März 1945 ihn zum neuen Präsidenten des Volksgerichtshofs ernannt. Haffner setzte sich am 24. April 1945 auf Anraten Wilhelm Keitels von Potsdam nach Schwerin ab und von dort weiter nach Bad Schwartau. In Bad Schwartau wollte er den Volksgerichtshof neu etablieren. Vor den herannahenden britischen Truppen floh Karl Dönitz, der vor dem Suizid Hitlers von diesem zum Reichspräsidenten bestimmt worden war, zusammen mit der letzten Reichsregierung schließlich am 2. Mai 1945 von Plön weiter in den Sonderbereich Mürwik. Der Volksgerichtshof wurde dabei offenbar nicht mit verlegt. Trotzdem fällte die NS-Militärjustiz weiterhin harte Urteile, so zum Beispiel im Fall des Matrosen Fritz Wehrmann, der aufgrund eines noch am 9. Mai durch ein von einem spontan zusammengetrenen Militärgericht verhängten Urteils am 10. Mai hingerichtet wurde. Über die Aktivitäten des Volksgerichtshofs in Bad Schwartau existieren keine weiteren Belege. Die Besetzung Bad Schwartaus durch die englischen Truppen am 2. Mai 1945 verhinderte weitere Aktivitäten des Volksgerichtshofs. Am 4. Mai 1945 unterschrieb Hans-Georg von Friedeburg im Auftrag von Dönitz die Teilkapitulation der Wehrmacht für Nordwestdeutschland, Dänemark und die Niederlande. Der Krieg endete schließlich mit der bedingungslosen Kapitulation am 8. Mai. Am 20. Oktober 1945 löste der Alliierte Kontrollrat des Weiteren den Volksgerichtshof endgültig auf.

### Nachkriegszeit
Während des Kalten Krieges wurden die Relikte des Zweiten Weltkrieges, die Sprengschächte im Verlauf der Kaltenhöfer Straße, in die Straße integriert, um die Brücke über die Schwartau im Ernstfall sprengen zu können. Es wurde ein Vordringen feindlicher Kräfte von Osten angenommen und entlang des natürlichen Hindernisses Schwartau, deren Taleinschnitten und umliegender Feuchtgebiete einige Brücken über die Schwartau mit Sprengschächten ausgestattet. Die zugehörigen fünf Pioniersperrmittelhäuser (Sprengstoffbunker) stehen in der Nähe des Ratekauer Blocksbergs und werden als Fledermausbehausung genutzt. Ein Sprengschachtdeckel befindet sich heute im Schwartauer Museum.
1957 erwarb die Stadt Bad Schwartau den Kurbetrieb von den Schwartauer Werken und verkaufte die städtischen Kurbetriebe 1994 in private Trägerschaft.

### Bevölkerungsentwicklung
- 31. Dezember 1912: ca. 4.000
- 31. Dezember 1934: ca. 7.000 (nach den erfolgten Eingemeindungen)

Mit dem Zuzug nach Ende des Zweiten Weltkrieges verdoppelte sich die Einwohnerzahl. Seit 1998 war ein leichter Rückgang der Einwohnerzahl zu beobachten. Seit 2010 wächst die Bevölkerung jedoch wieder.

Einwohnerentwicklung von Bad Schwartau von 1998 bis 2016 nach nebenstehender Tabelle

| Jahr | Einwohner |
| ---- | --------- |
| 1998 | 20.211    |
| 1999 | 20.026    |
| 2000 | 20.098    |
| 2001 | 20.120    |
| 2002 | 20.095    |
| 2003 | 19.901    |
| 2004 | 19.728    |
| 2006 | 19.794    |

| Jahr | Einwohner |
| ---- | --------- |
| 2007 | 19.714    |
| 2008 | 19.619    |
| 2009 | 19.683    |
| 2010 | 19.714    |
| 2012 | 19.756    |
| 2016 | 20.096    |
| 2017 | 19.997    |
| 2018 | 20.036    |

## Politik

### Stadtverordnetenversammlung
Die letzten drei Kommunalwahlen am 26. Mai 2013, am 6. Mai 2018 und am 14. Mai 2023 führten zu folgenden Ergebnissen:
| Parteien und Wählergemeinschaften | Parteien und Wählergemeinschaften           | % 2023 | Sitze 2023 | % 2018 | Sitze 2018 | % 2013 | Sitze 2013 | Gemeindewahl Bad Schwartau 2023 %403020100 38,0 %20,8 %16,5 %7,0 %n. k. %11,9 %5,9 % CDUSPDGrüneFDPBfBSWBSWiBS 2023Gewinne und Verlusteim Vergleich zu 2018 %p 12 10 8 6 4 2 0 −2 −4 −6 −8−10−2,5 %p−8,7 %p−4,3 %p−0,2 %p−2 %p+11,9 %p+5,9 %pCDUSPDGrüneFDPBfBSWBSWiBS 2023 | Sitzverteilung seit 2023 in der Stadtverordnetenversammlung Bad SchwartauInsgesamt 35 Sitze - SPD: 7 - Grüne: 6 - WiBS 2023: 2 - WBS: 4 - FDP: 2 - CDU: 14 |
| CDU                               | Christlich Demokratische Union Deutschlands | 38,0   | 14         | 40,5   | 11         | 42,2   | 14         | Gemeindewahl Bad Schwartau 2023 %403020100 38,0 %20,8 %16,5 %7,0 %n. k. %11,9 %5,9 % CDUSPDGrüneFDPBfBSWBSWiBS 2023Gewinne und Verlusteim Vergleich zu 2018 %p 12 10 8 6 4 2 0 −2 −4 −6 −8−10−2,5 %p−8,7 %p−4,3 %p−0,2 %p−2 %p+11,9 %p+5,9 %pCDUSPDGrüneFDPBfBSWBSWiBS 2023 | Sitzverteilung seit 2023 in der Stadtverordnetenversammlung Bad SchwartauInsgesamt 35 Sitze - SPD: 7 - Grüne: 6 - WiBS 2023: 2 - WBS: 4 - FDP: 2 - CDU: 14 |
| SPD                               | Sozialdemokratische Partei Deutschlands     | 20,8   | 7          | 29,5   | 8          | 29,1   | 9          | Gemeindewahl Bad Schwartau 2023 %403020100 38,0 %20,8 %16,5 %7,0 %n. k. %11,9 %5,9 % CDUSPDGrüneFDPBfBSWBSWiBS 2023Gewinne und Verlusteim Vergleich zu 2018 %p 12 10 8 6 4 2 0 −2 −4 −6 −8−10−2,5 %p−8,7 %p−4,3 %p−0,2 %p−2 %p+11,9 %p+5,9 %pCDUSPDGrüneFDPBfBSWBSWiBS 2023 | Sitzverteilung seit 2023 in der Stadtverordnetenversammlung Bad SchwartauInsgesamt 35 Sitze - SPD: 7 - Grüne: 6 - WiBS 2023: 2 - WBS: 4 - FDP: 2 - CDU: 14 |
| WBS                               | Wählergemeinschaft Bad Schwartau            | 11,9   | 4          | –      | –          | 14,0   | 4          | Gemeindewahl Bad Schwartau 2023 %403020100 38,0 %20,8 %16,5 %7,0 %n. k. %11,9 %5,9 % CDUSPDGrüneFDPBfBSWBSWiBS 2023Gewinne und Verlusteim Vergleich zu 2018 %p 12 10 8 6 4 2 0 −2 −4 −6 −8−10−2,5 %p−8,7 %p−4,3 %p−0,2 %p−2 %p+11,9 %p+5,9 %pCDUSPDGrüneFDPBfBSWBSWiBS 2023 | Sitzverteilung seit 2023 in der Stadtverordnetenversammlung Bad SchwartauInsgesamt 35 Sitze - SPD: 7 - Grüne: 6 - WiBS 2023: 2 - WBS: 4 - FDP: 2 - CDU: 14 |
| GRÜNE                             | Bündnis 90/Die Grünen                       | 16,5   | 6          | 20,8   | 5          | 11,3   | 4          | Gemeindewahl Bad Schwartau 2023 %403020100 38,0 %20,8 %16,5 %7,0 %n. k. %11,9 %5,9 % CDUSPDGrüneFDPBfBSWBSWiBS 2023Gewinne und Verlusteim Vergleich zu 2018 %p 12 10 8 6 4 2 0 −2 −4 −6 −8−10−2,5 %p−8,7 %p−4,3 %p−0,2 %p−2 %p+11,9 %p+5,9 %pCDUSPDGrüneFDPBfBSWBSWiBS 2023 | Sitzverteilung seit 2023 in der Stadtverordnetenversammlung Bad SchwartauInsgesamt 35 Sitze - SPD: 7 - Grüne: 6 - WiBS 2023: 2 - WBS: 4 - FDP: 2 - CDU: 14 |
| FDP                               | Freie Demokratische Partei                  | 7,0    | 2          | 7,2    | 2          | 3,3    | 1          | Gemeindewahl Bad Schwartau 2023 %403020100 38,0 %20,8 %16,5 %7,0 %n. k. %11,9 %5,9 % CDUSPDGrüneFDPBfBSWBSWiBS 2023Gewinne und Verlusteim Vergleich zu 2018 %p 12 10 8 6 4 2 0 −2 −4 −6 −8−10−2,5 %p−8,7 %p−4,3 %p−0,2 %p−2 %p+11,9 %p+5,9 %pCDUSPDGrüneFDPBfBSWBSWiBS 2023 | Sitzverteilung seit 2023 in der Stadtverordnetenversammlung Bad SchwartauInsgesamt 35 Sitze - SPD: 7 - Grüne: 6 - WiBS 2023: 2 - WBS: 4 - FDP: 2 - CDU: 14 |
| WiBS 2023                         | Wir in Bad Schwartau 2023                   | 5,9    | 2          | –      | –          | –      | –          | Gemeindewahl Bad Schwartau 2023 %403020100 38,0 %20,8 %16,5 %7,0 %n. k. %11,9 %5,9 % CDUSPDGrüneFDPBfBSWBSWiBS 2023Gewinne und Verlusteim Vergleich zu 2018 %p 12 10 8 6 4 2 0 −2 −4 −6 −8−10−2,5 %p−8,7 %p−4,3 %p−0,2 %p−2 %p+11,9 %p+5,9 %pCDUSPDGrüneFDPBfBSWBSWiBS 2023 | Sitzverteilung seit 2023 in der Stadtverordnetenversammlung Bad SchwartauInsgesamt 35 Sitze - SPD: 7 - Grüne: 6 - WiBS 2023: 2 - WBS: 4 - FDP: 2 - CDU: 14 |
| BfBS                              | Bürger für Bad Schwartau                    | –      | –          | 2,0    | 1          | –      | –          | Gemeindewahl Bad Schwartau 2023 %403020100 38,0 %20,8 %16,5 %7,0 %n. k. %11,9 %5,9 % CDUSPDGrüneFDPBfBSWBSWiBS 2023Gewinne und Verlusteim Vergleich zu 2018 %p 12 10 8 6 4 2 0 −2 −4 −6 −8−10−2,5 %p−8,7 %p−4,3 %p−0,2 %p−2 %p+11,9 %p+5,9 %pCDUSPDGrüneFDPBfBSWBSWiBS 2023 | Sitzverteilung seit 2023 in der Stadtverordnetenversammlung Bad SchwartauInsgesamt 35 Sitze - SPD: 7 - Grüne: 6 - WiBS 2023: 2 - WBS: 4 - FDP: 2 - CDU: 14 |
| Gesamt                            | Gesamt                                      | 100    | 35         | 100    | 27         | 100    | 32         | Gemeindewahl Bad Schwartau 2023 %403020100 38,0 %20,8 %16,5 %7,0 %n. k. %11,9 %5,9 % CDUSPDGrüneFDPBfBSWBSWiBS 2023Gewinne und Verlusteim Vergleich zu 2018 %p 12 10 8 6 4 2 0 −2 −4 −6 −8−10−2,5 %p−8,7 %p−4,3 %p−0,2 %p−2 %p+11,9 %p+5,9 %pCDUSPDGrüneFDPBfBSWBSWiBS 2023 | Sitzverteilung seit 2023 in der Stadtverordnetenversammlung Bad SchwartauInsgesamt 35 Sitze - SPD: 7 - Grüne: 6 - WiBS 2023: 2 - WBS: 4 - FDP: 2 - CDU: 14 |
| Wahlbeteiligung                   | Wahlbeteiligung                             | 45,2 % | 45,2 %     | 43,3 % | 43,3 %     | 46,8 % | 46,8 %     | Gemeindewahl Bad Schwartau 2023 %403020100 38,0 %20,8 %16,5 %7,0 %n. k. %11,9 %5,9 % CDUSPDGrüneFDPBfBSWBSWiBS 2023Gewinne und Verlusteim Vergleich zu 2018 %p 12 10 8 6 4 2 0 −2 −4 −6 −8−10−2,5 %p−8,7 %p−4,3 %p−0,2 %p−2 %p+11,9 %p+5,9 %pCDUSPDGrüneFDPBfBSWBSWiBS 2023 | Sitzverteilung seit 2023 in der Stadtverordnetenversammlung Bad SchwartauInsgesamt 35 Sitze - SPD: 7 - Grüne: 6 - WiBS 2023: 2 - WBS: 4 - FDP: 2 - CDU: 14 |

### Bürgermeister
Seit einer Änderung des Kommunalwahlrechts 1998 wird der Leiter der Stadtverwaltung nicht mehr von den Stadtverordneten, sondern in direkter Wahl gewählt. Die Hauptsatzung der Stadt Bad Schwartau sieht derzeit eine Wahlzeit von sechs Jahren vor.
Bei der Wahl 2016 stellten sich neben den Bewerbern von SPD und CDU drei unabhängige Kandidaten zur Wahl, wobei sich der parteilose Bewerber der SPD in der Stichwahl am 8. Mai mit 67,7 % der Stimmen gegen die Fraktionsvorsitzende der CDU durchsetzen konnte. Bei der Wahl am 8. Mai 2022 stellten sich neben dem Amtsinhaber drei weitere Kandidaten und Kandidatinnen zur Wahl – in der Stichwahl am 22. Mai 2022 konnte sich die unabhängige Kandidatin Katrin Engeln (mit 65 % der Stimmen) gegen den Amtsinhaber durchsetzen.
- seit 1. August 2022: Katrin Engeln (Grüne)
- 2016 – 2022: Uwe Brinkmann (parteilos)
- 2001 – 2016: Gerd Schuberth (CDU)
- 1990 – 2001: Joachim Wegner (CDU)
- 1974 – 1990: Rainer Bahrdt (SPD)[23]
- 1950 – 1974: Heinz Blankenburg[23] (1947 – 1950 Stadtdirektor, dann Bürgermeister)
- 1946 – 1950: Carl Rein[23] (Bürgermeister; dann Bürgervorsteher)
- 1945 – 1946: Thomas Wulf (Bürgermeister)
- 1945 – 1947: Hermann Pätau (SPD)[23] (zuerst kommissarischer Stadtdirektor, dann Stadtdirektor)
- 1944 – 1945: Max Kropp (Verwaltungsbeamter beim Landrat in Eutin, kommissarischer Bürgermeister)
- 1943 – 1944: Christian Westphal (Jurist, kommissarischer Bürgermeister)
- 1927 – 1943: Alfred Neese (ab 1933 NSDAP)[24]
- 1920 – 1927: Richard Francke
- 1910 – 1920: Wilhelm Gleiniger (bis 1912: Gemeindevorsteher)[25]
- 1902 – 1910: Gustav Hattenbach (Gemeindevorsteher)[26]
- 1898 – 1901: Gottfried Adolf Wulff (Gemeindevorsteher)
- 1895 – 1898: Julius Liweh (Gemeindevorsteher)[27]
- 1895 – 1895: Hamann
- 1879 – 1895: Julius Liweh (Ortsvorsteher)
- 1870 – 1879: Friedrich Frank (Ortsvorsteher)
- 1868 – 1870: Nieberding (Ortsvorsteher)
- 1866 – 1868: Gustav Frankenfeld (Ortsvorsteher)
- 1860 – 1866: Wilhelm Hellwag (Ortsvorsteher)
- 1859 – 1860: Ernst Wibel (Ortsvorsteher)

### Wappen
Blasonierung: „Gespalten und halbgeteilt. Rechts in Silber ein schwarzer Schrägrechtswellenbalken, links oben in Blau ein goldenes, an den verdickten Enden einfach gekerbtes Steckkreuz, links unten in Gold zwei rote Balken.“
Das Wappen wurde 1948 genehmigt. Der Wellenbalken stellt den Fluss Schwartau dar. Das Kreuz entstammt dem Wappen des früheren Bistums Lübeck und die Balken dem Wappen des früheren Großherzogtums Oldenburg.

### Flagge
Seit 1961 hat Bad Schwartau eine Flagge.
Diese zeigt die schwarze Wellenlinie der Schwartau von oben links nach unten rechts sowie im linken unteren Viertel das rote Steckkreuz auf weißem Grund.

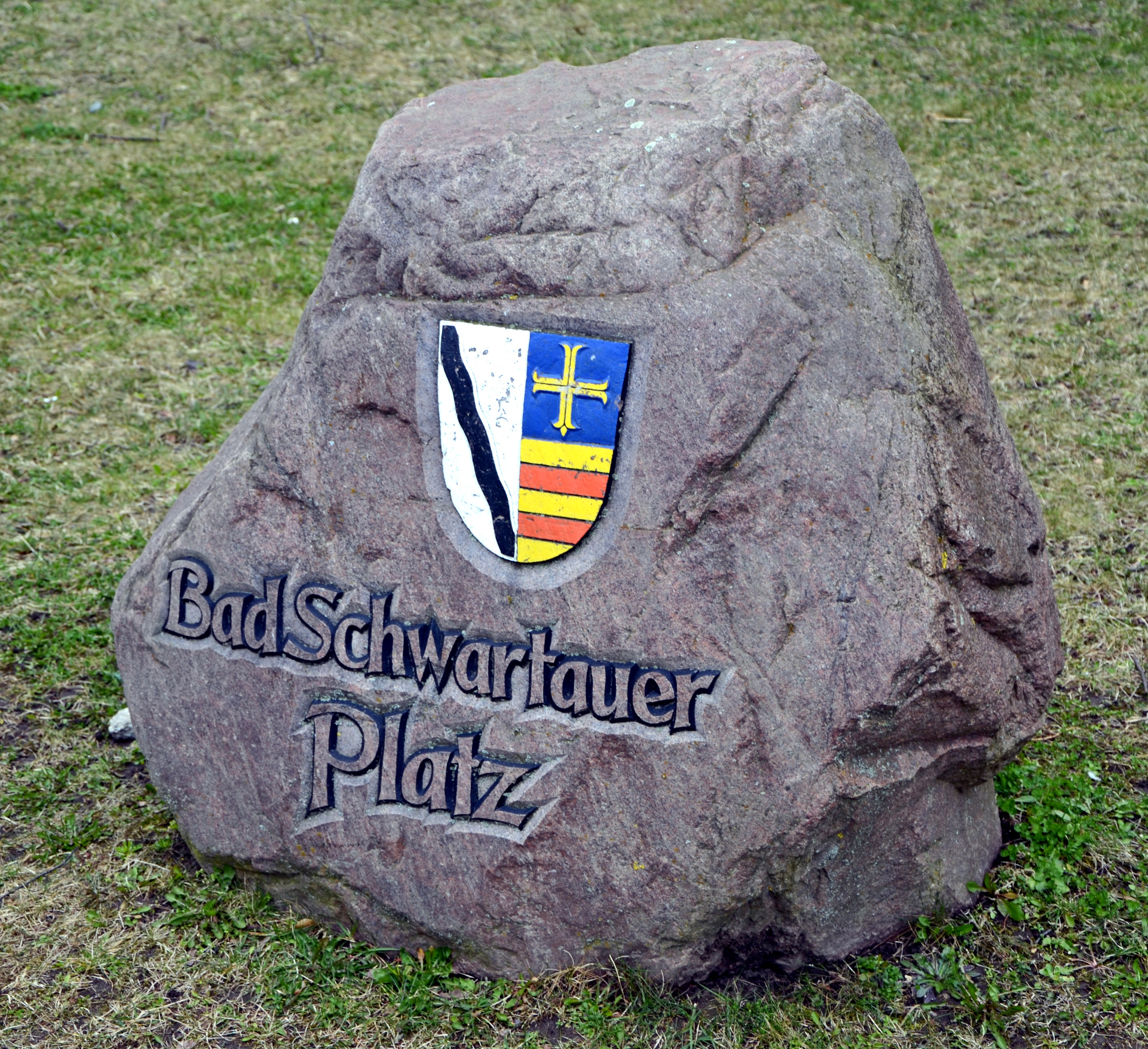
Bad Schwartauer Platz in Bad Doberan

### Partnerschaften und Patenschaften
Städtepartnerschaften gibt es mit folgenden Städten:
- Villemoisson-sur-Orge, Frankreich, seit 1999
- Czaplinek, Polen, seit 1993
- Bad Doberan, Deutschland, seit 1991[29]

Die Stadt hat die Patenschaft für die 5. Kompanie des Aufklärungsbataillons 6 der Bundeswehr in Eutin übernommen.

## Kultur und Sehenswürdigkeiten

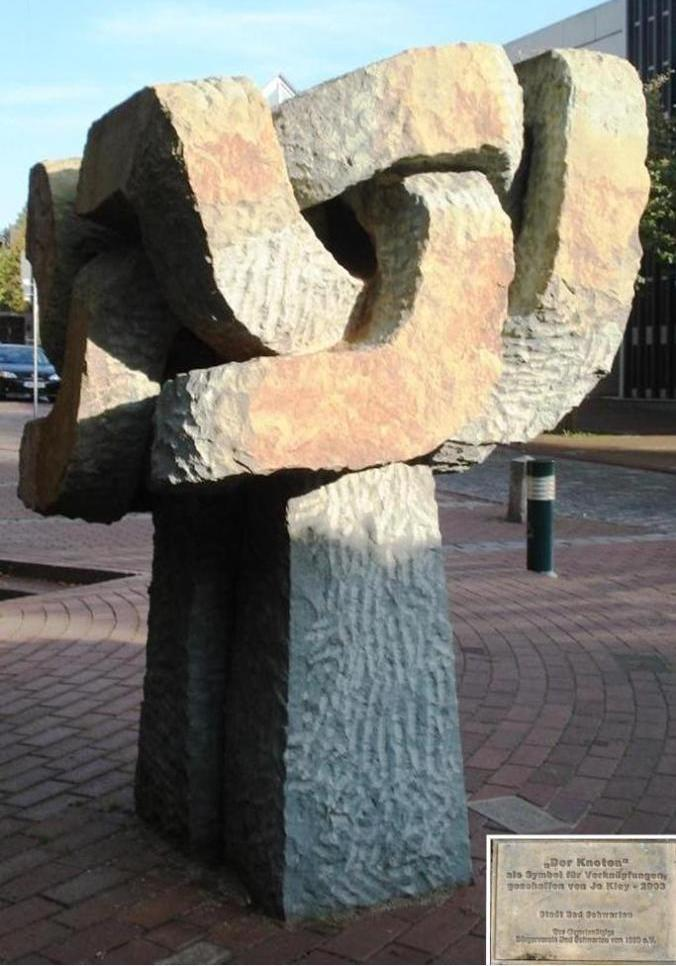
Skulptur „Der Knoten“ von Jo Kley

Bad Schwartau trägt den Beinamen „Das Jodsole- und Moorheilbad des Nordens“. Mit einem Jodidgehalt von 6,36 mg/l verfügt der Ort über eine der stärksten Jodsolequellen Norddeutschlands. Die Schwartauer Sole empfiehlt sich u. a. bei degenerativen und entzündlichen Krankheiten der Bewegungsorgane, verschiedenen Frauenleiden und nach Operationen am Bewegungsapparat.
Die Stadt liegt vor den Toren Lübecks und in der Reichweite zu Ostsee (Lübecker Bucht) und Holsteinischer Schweiz umgeben von Wald und Autobahn.
Aussichtspunkt und Wanderung
- Einen guten Überblick gewinnt man von der Bismarcksäule auf dem Pariner Berg – nahe dem (bzw. im) Ortsteil Groß Parin.
- Für Spaziergänge und Wanderungen bietet sich der Kurpark mit dem Kurparksee und der Riesebusch (ein Wald) an.

Gebäude

Waldhalle

Friedrich-August-Warte

Den gesellschaftlichen Mittelpunkt Bad Schwartaus bildete einst die Waldhalle. Hier traten u. a. auch Stars wie Zarah Leander auf. Die Bezeichnung des zweiten Bad Schwartauer Bahnhofs trug dem Rechnung. Er hieß Bad Schwartau (Waldhalle), oder, als die Waldhalle schon lange nicht mehr existierte umgangssprachlich nur Waldhalle.
Ähnlich beliebt wie die Waldhalle war die 1902 eingeweihte nach dem damaligen Landesherrn, dem oldenburgischen Großherzog Friedrich August, benannte Friedrich-August-Warte.
Sehenswert sind die beiden ältesten Gebäude der Stadt
- Kirche St. Fabian und St. Sebastian in Rensefeld aus dem 13. Jahrhundert
- Georgskapelle von 1508

sowie aus jüngerer Vergangenheit das im Stil der Neorenaissance errichtete Amtsgericht Bad Schwartau.
Kunst im öffentlichen Raum, Skulpturen
- Bronzeskulptur „Die Lesende“ – auf dem Marktplatz vor der Bücherei
- Steinskulptur „Der Knoten“ (von Jo Kley) – auf dem Europaplatz/Auguststraße
- Marktbrunnen mit der Plastik „Im Spiel der Wellen“ von Paul Peterich (* 1864 Schwartau; † 1937 Rotterdam) auf dem Marktplatz (Reproduktion der 1942 eingeschmolzenen Originalplastik)
- Büste des Schriftstellers Thomas Mann am Eingang zum Kurpark in der Eutiner Straße/Riesebusch

Denkmale und Gedenksteine

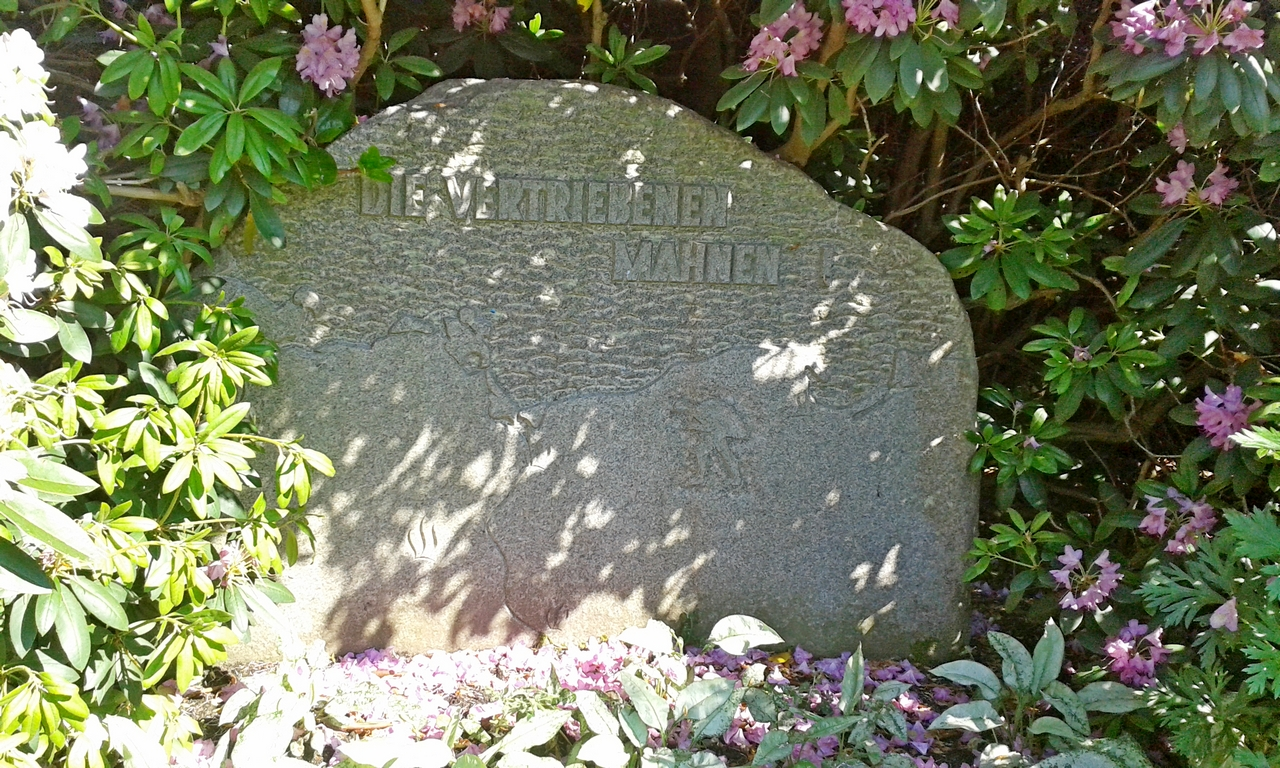
Gedenkstein am Rande des Kurparksees

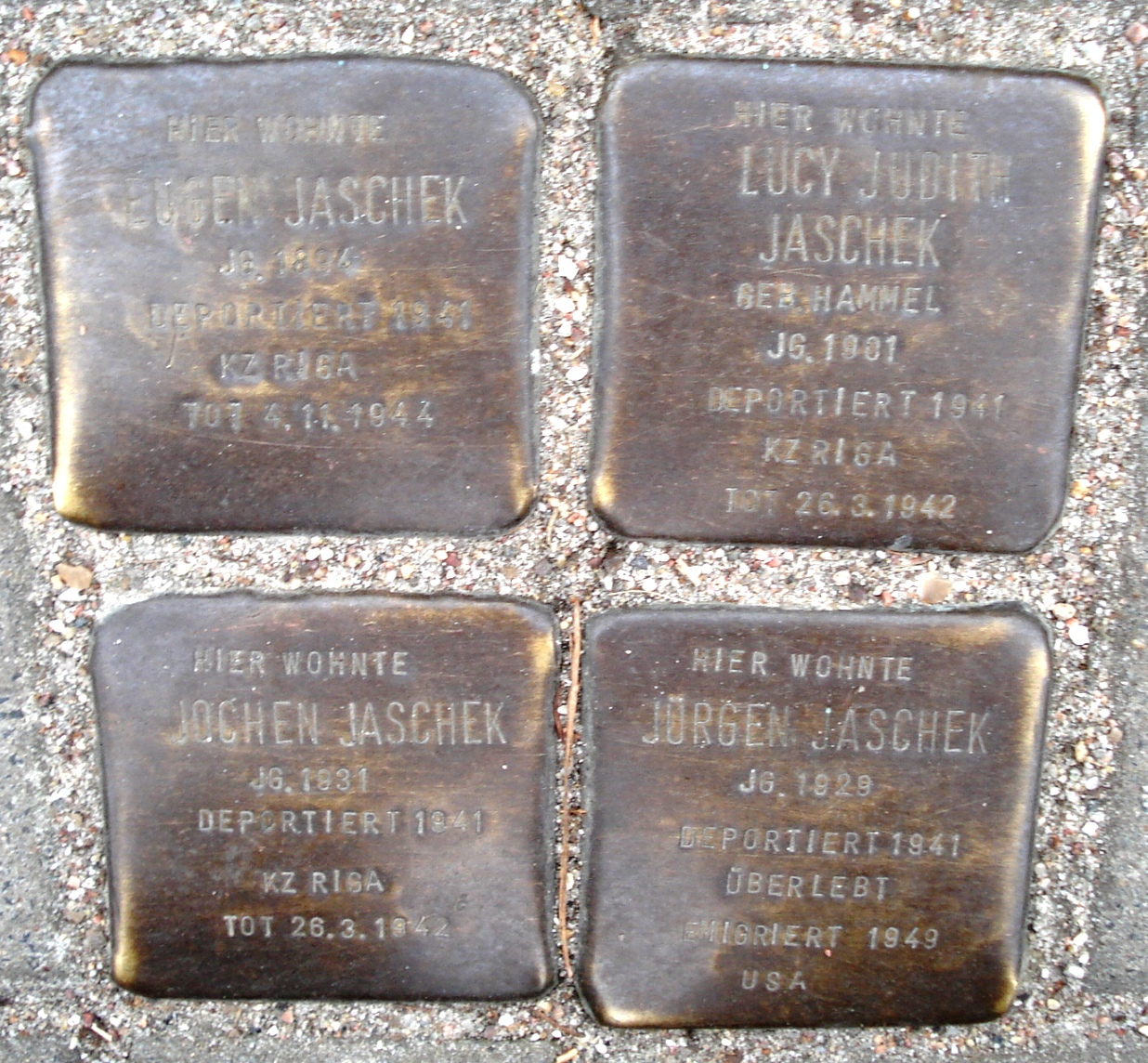
Vier Stolpersteine in Bad Schwartau – vor der Auguststraße 22 – zur Erinnerung an die Familie Jaschek

- Kurparksee / Gedenkstein / Inschrift „Die Vertriebenen mahnen“
- Auguststraße: Vier Stolpersteine (seit dem 19. August 2004 bei der Auguststraße 22) zur Erinnerung an Lucy, Eugen, Jochen & Jürgen Jaschek, die 1941 in das KZ Riga deportiert wurden
- Björnsenplatz: unbehauener Naturstein; Inschrift: Hindenburg 02.10.1917
- Björnsenplatz: aufgerichteter Granitquader; Inschrift: Dem Gründer der Villenkolonie Cleverbrück J. Ferdinand Björnsen 1904.
- Burg im Riesebusch, ehemalige Befestigungs- und Wehranlage, archäologisches Denkmal
- Kaltenhöfer Straße: eingefasste Steinplatte mit Informationen zu Kaltenhof
- Schulstraße: Siegeseiche mit Gedenkstein; Inschrift: 1871/72
- Groß Parin: Bismarckeiche mit Gedenkstein
- Ehrenhain, Gedenkstätte für die Opfer des Ersten Weltkriegs

Technische Kulturdenkmale

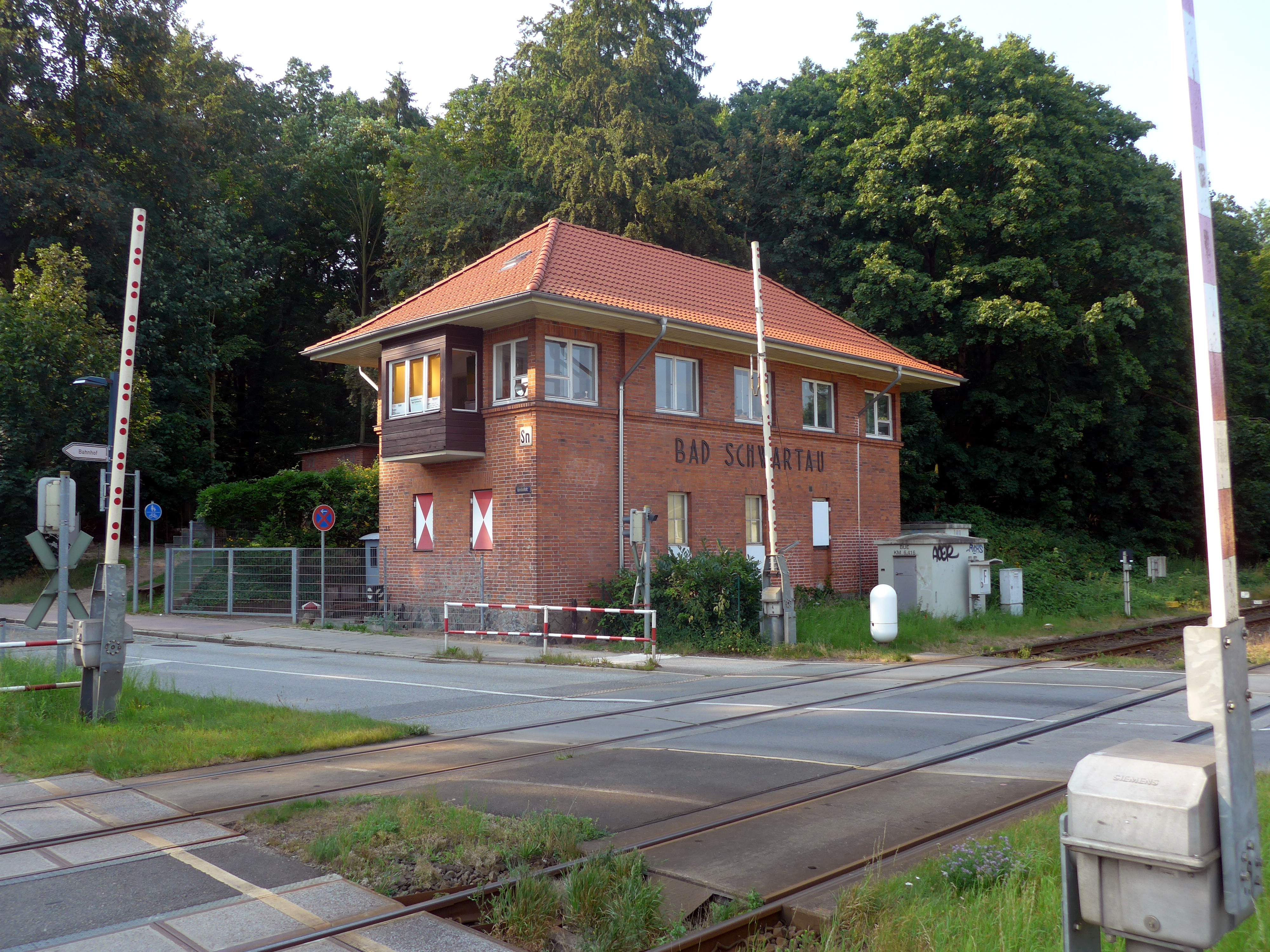
Stellwerk „Sn“ in der Geibelstraße 13 als Bestandteil des Bahnhofs Bad Schwartau

- Wasserturm von 1910 neben der Autobahn A 1
- Bahnhof Bad Schwartau, in seiner Gesamtheit mit den Stellwerken „Sn“ (Geibelstraße, darüber hinaus Einzeldenkmal) und „Sf“ (Elisabethstraße)

Museum
- Museum der Stadt Bad Schwartau (in der Schillerstraße .... 2018 geschlossen)

## Sport
Der wichtigste Sportverein der Stadt ist der VfL Bad Schwartau, dessen Herren-Handballmannschaft in der Handball-Bundesliga spielte. Im Jahr 2002 wurde die Bundesliga-Lizenz vom HSV Hamburg übernommen. Es folgte der Abstieg in die Handball-Regionalliga Nordost. Seit der Saison 2007/2008 spielt der VfL wieder in der 2. Handball-Bundesliga. Seit der Saison 2017/18 tritt die Mannschaft als VfL Lübeck-Schwartau an.
Die Schüler-Ruder-Riege Leibniz-Gymnasium Bad Schwartau besteht seit 1948.

## Wirtschaft und Infrastruktur

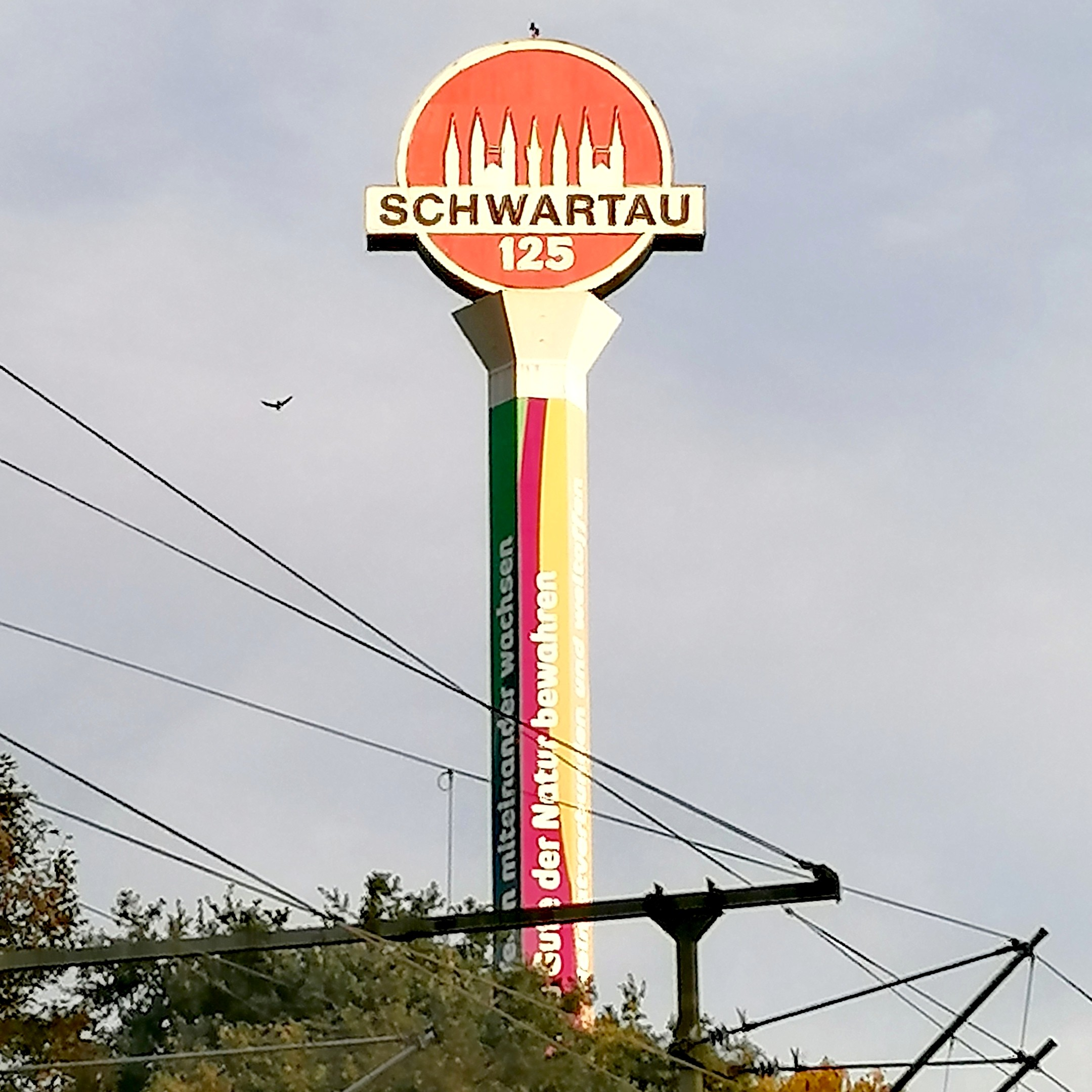
Werbeturm der Firma Schwartau

Bad Schwartau ist vor allem durch seine Lebensmittelindustrie bekannt. Der größte Arbeitgeber sind die Schwartauer Werke.
Ein weiterer wirtschaftlicher Schwerpunkt ist das Gesundheitswesen.

### Verkehr
Die Stadt liegt an der A 1 (Vogelfluglinie). Über mehrere Buslinien der Stadtwerke Lübeck bestehen Verbindungen nach Lübeck, Stockelsdorf, Lübeck-Kücknitz und Sereetz sowie über die Linie 500 der Autokraft nach Ratekau, Pansdorf und Timmendorfer Strand. In Bad Schwartau verkehrte auch der Berlinlinienbus (Betrieb 2016 eingestellt), der Schleswig-Holstein mit Berlin verband. Etwas außerhalb des Ortskerns liegt der Bahnhof von Bad Schwartau an den Strecken nach Kiel sowie nach Neustadt. Hier halten RB84, RB85 und RE 83 im Halb- oder Stundentakt. Am Abzw Schwartau Waldhalle zweigt die Bahnstrecke Lübeck–Lübeck-Travemünde Strand ab. 
Mit Eröffnung der Festen Fehmarnbeltquerung sollen vermehrt Güterzüge durch Bad Schwartau verkehren. Zum Schutz vor Schallemissionen und Erschütterungen forderte die Stadt ein 7 Meter tiefes Trogbauwerk im Rahmen eines übergesetzlichen Schallschutzes. Die Umsetzung dieser Forderung wurde 2020 auf 267,6 Mio. Euro geschätzt, was das Gesamtprojekt unwirtschaftlich gemacht hätte. Der Bundestag genehmigte zusätzliche Mittel i.H.v. 50 Mio. Euro, womit ein 3,2 Meter tiefer Trog auf einem Kilometer Länge geplant wird.

### Schulen und Bildung
- Allgemeinbildende Schulen:
  - Grundschulen:
    - GS Cleverbrück, Cleverhofer Weg, 249 Schüler in 12 Klassen
    - GS Bad Schwartau, Mittelstraße (vormals GHS Rensefeld), 379 Schüler in 15 Klassen

  - Gemeinschaftsschule
    - Elisabeth-Selbert-Gemeinschaftsschule Bad Schwartau, Schulstraße, 492 Schüler in 22 Klassen

  - Gymnasien:
    - Gymnasium Am Mühlenberg, Ludwig-Jahn-Straße, 663 Schüler in 30 Klassen
    - Leibniz-Gymnasium, Lübecker Straße, 659 Schüler in 29 Klassen
    - Pädagogium (priv.), Lübecker Straße, 234 Schüler in 14 Klassen

  - Förderschulen:
    - Schule am Papenmoor (Rensefeld, Am Kirchhof), 164 Schüler in 20 Klassen (11 Betreute)
    - Schule am Hochkamp, Am Hochkamp, 61 Schüler in 5 Klassen (127 Betreute)
- Berufliche Schulen:
  - Berufliche Schulen des Kreises Ostholstein (Außenstelle), Ludwig-Jahn-Straße

Schülerzahlen aus dem Schuljahr 2020/2021.
- Sonstige Bildungseinrichtungen
  - Kreismusikschule (Außenstelle), Ludwig-Jahn-Straße
  - Volkshochschule, Stettiner Straße
  - Stadtbücherei, Markt
  - Museum, Schillerstraße (z. Zt. geschlossen)[35]

### Kirchen
- evangelisch-lutherisch:
  - Christuskirche, Auguststraße, KG Bad Schwartau
  - Georgskapelle, Eutinerstraße, KG Bad Schwartau
  - St. Fabian und St. Sebastian, Alt-Rensefeld, KG Rensefeld
  - St. Martin, Schmiedekoppel, KG Cleverbrück

- Selbständige Evangelisch-Lutherische Kirche (SELK):
  - Martin-Luther-Kirche, Kaltenhöfer Straße

- evangelisch-freikirchlich:
  - Kreuzkirche (Baptisten), Geibelstraße
  - Knotenpunkt (Siebenten-Tags-Adventisten), Eutiner Straße

- Neuapostolische Kirche:
  - Anton-Baumann-Straße

- römisch-katholisch:
  - Pfarrkirche Maria Königin, Geibelstraße (2025 geschlossen)

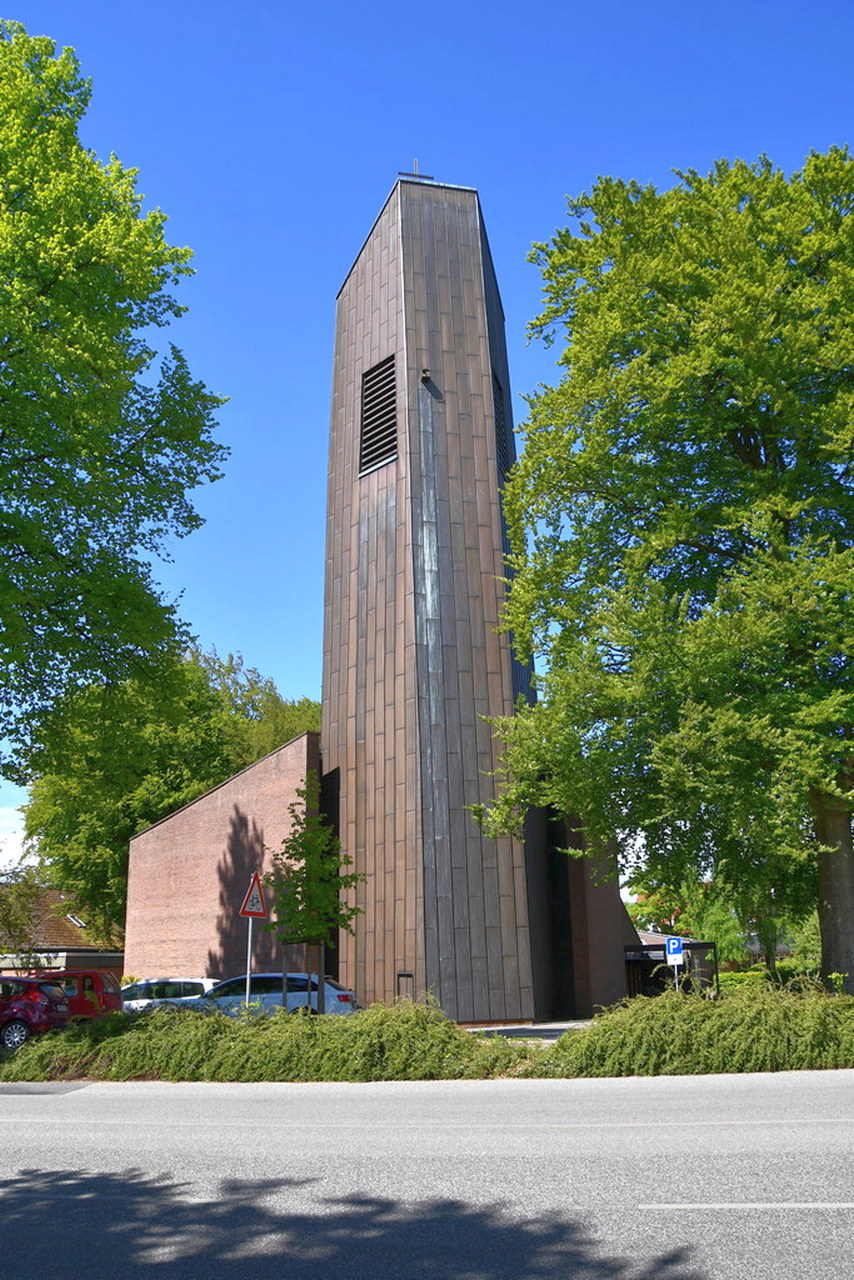
Christuskirche (ev.-luth.)
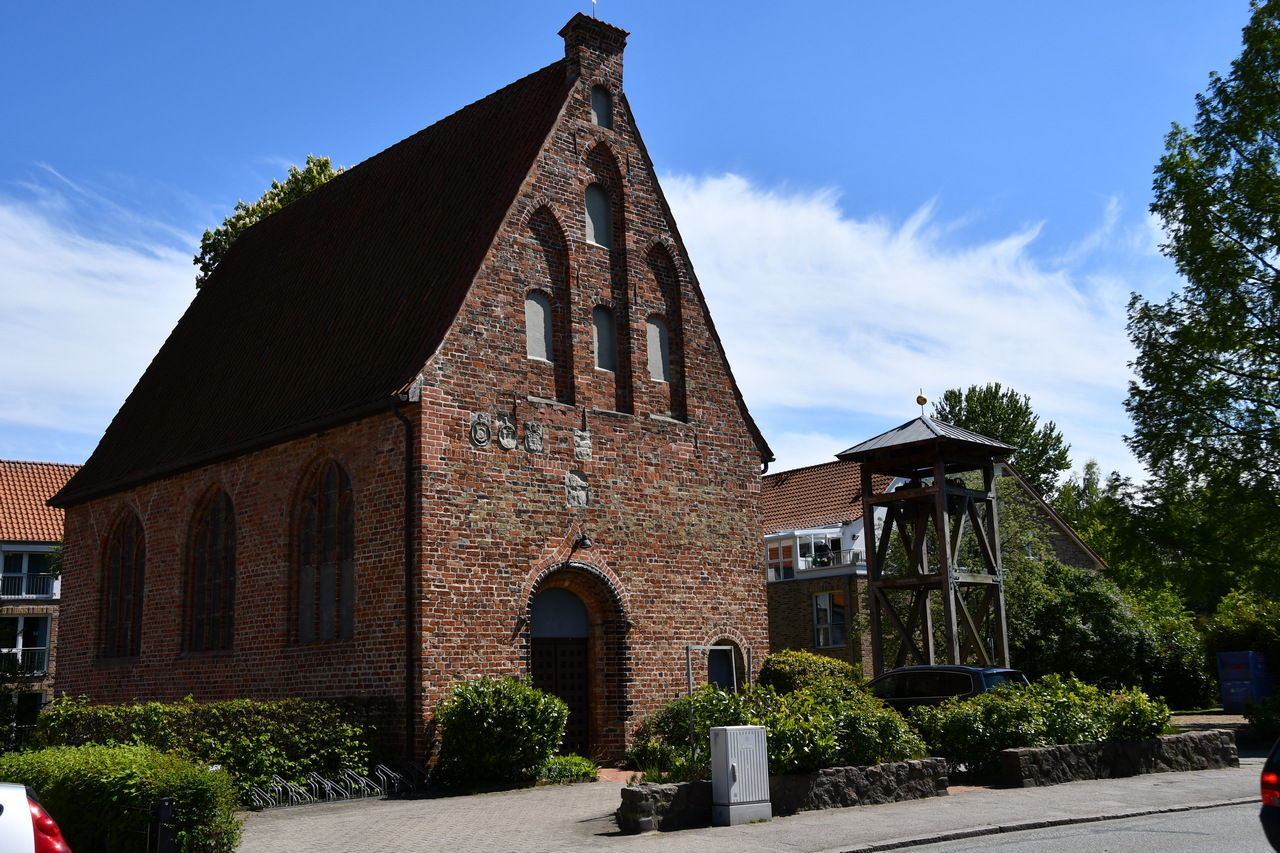
Georgskapelle (ev.-luth.)
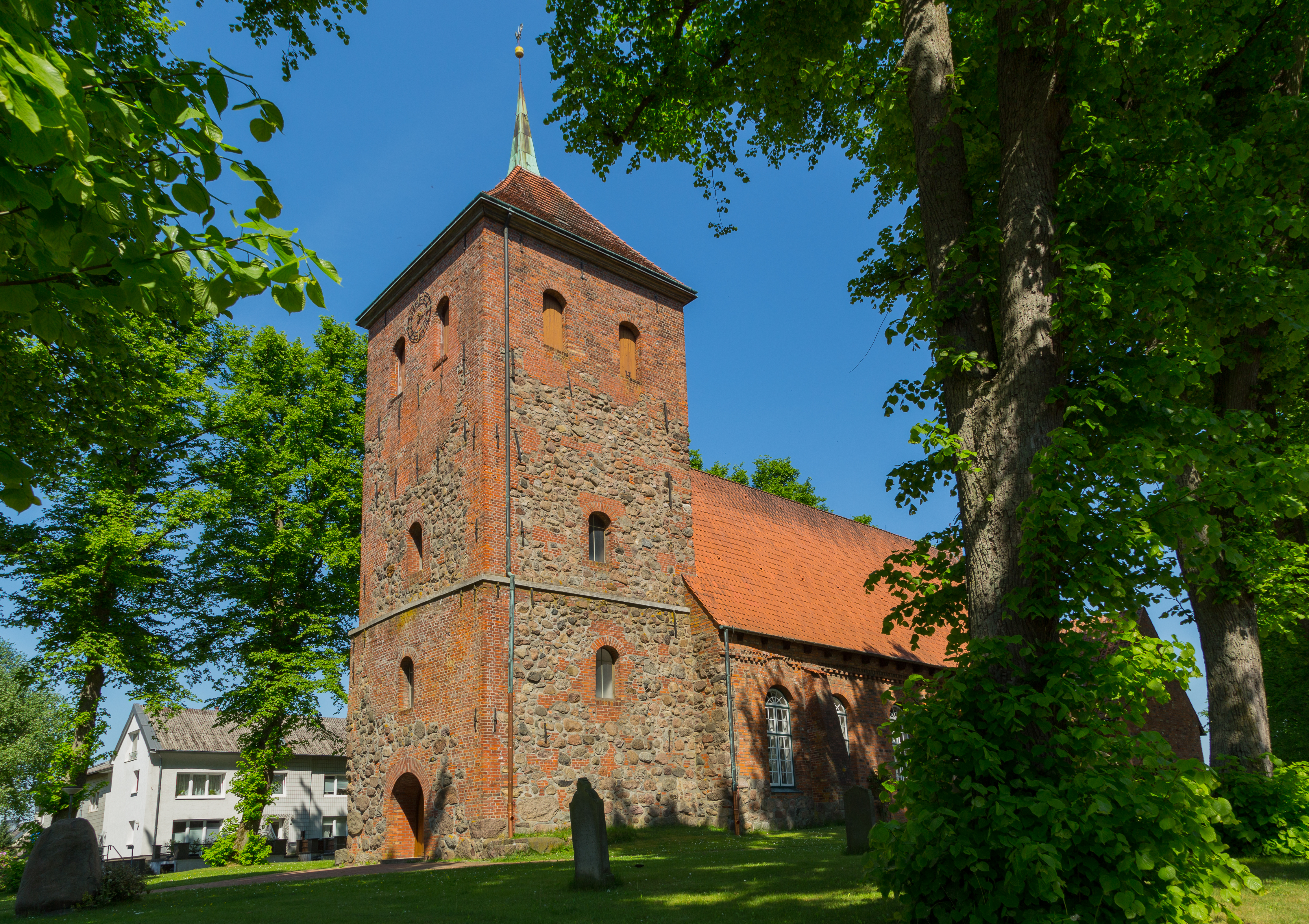
St. Fabian und St. Sebastian (ev.-luth.), OT Rensefeld
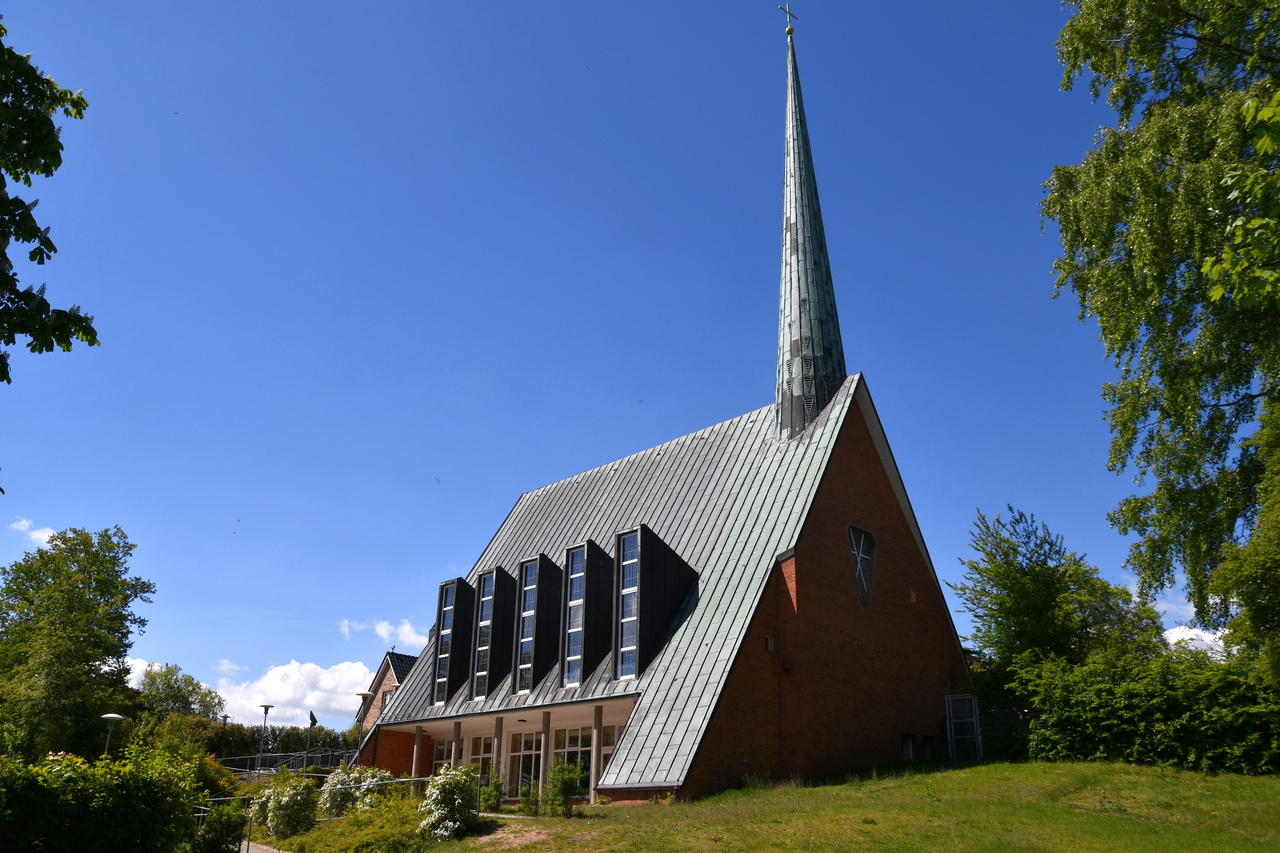
St. Martin (ev.-luth.), OT Cleverbrück
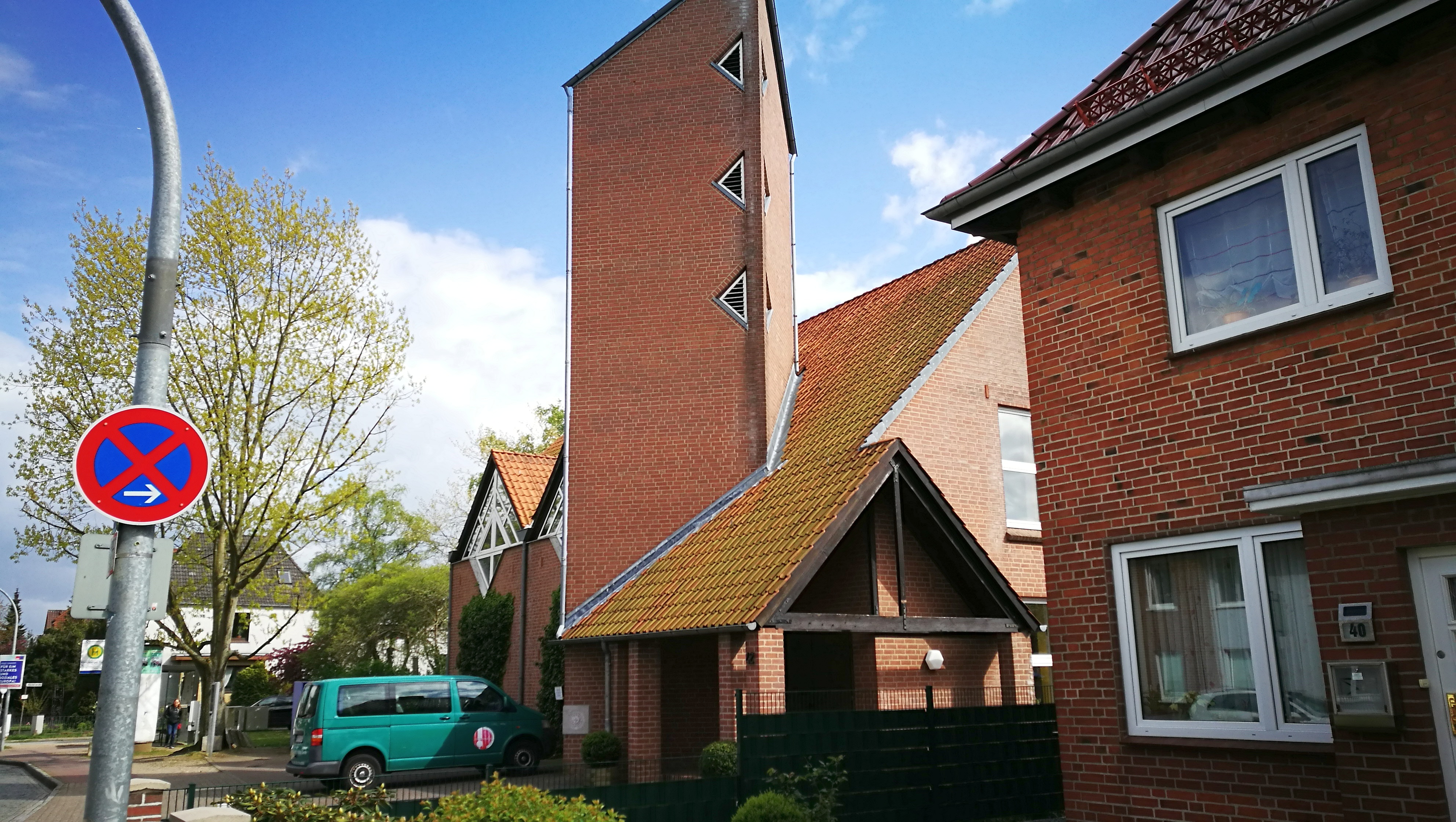
Martin-Luther-Kirche (SELK)
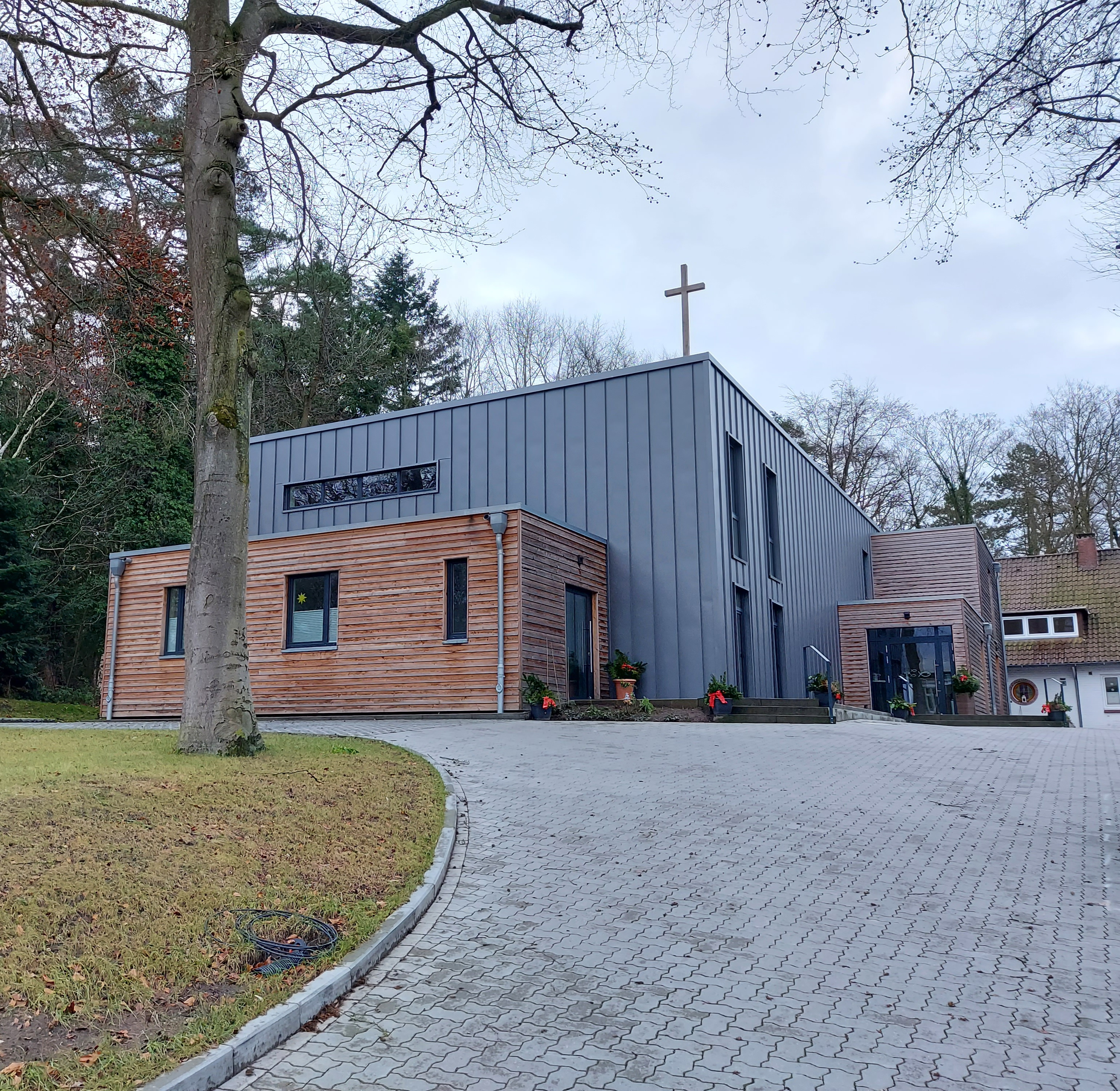
Kreuzkirche (Baptisten)
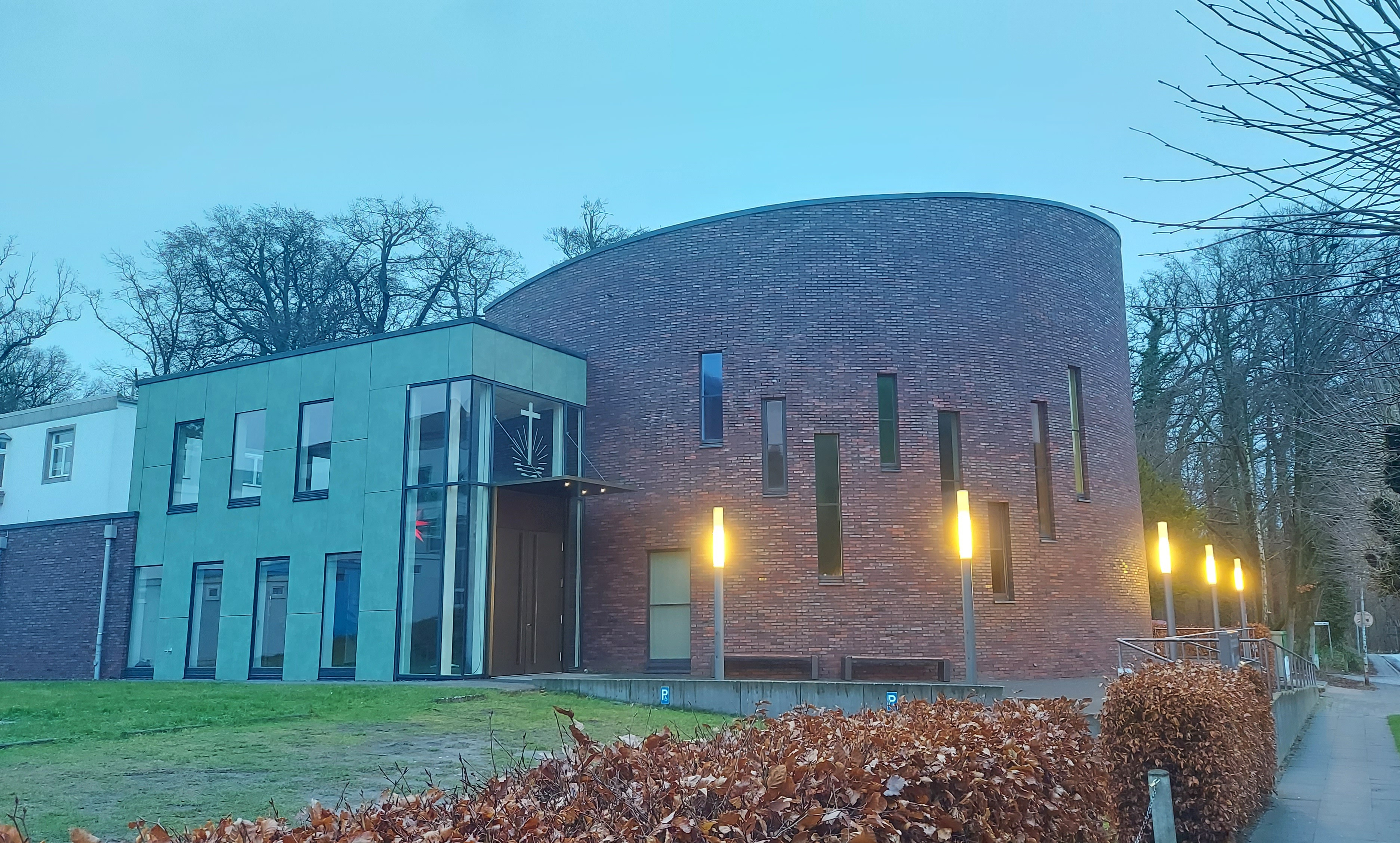
Neuapostolische Kirche

## Persönlichkeiten

### Söhne und Töchter der Stadt
- Peter Hinrich Tesdorpf (1648–1723), Lübecker Bürgermeister
- Kuno zu Rantzau-Breitenburg (1805–1882), Jurist, Gutsherr und Architekt
- Gustav Jäde (1850–1913), Kaufmann; wurde am 6. April 1910 erster Ehrenbürger Schwartaus
- Wilhelm Meyer-Schwartau (1854–1935), Architekt
- Hermann Adolf Griesbach (1854–1941), Naturwissenschaftler
- Paul Peterich (1864–1937), Bildhauer
- Richard Fick (1867–1944), Bibliothekar und Indologe
- Max Muss (1885–1954), Professor für Volkswirtschaft
- Hans Böhmcker (1899–1942), Senator
- Ernst Klindwort, (1900–1988), Schiffbauingenieur
- Theodor Bottländer (* 1904), KPD-Funktionär und Widerstandskämpfer
- Edith Behleit (1931–2013), Schauspielerin
- Alfred Bornemann (* 1932), Fußballspieler und -trainer
- Fritz Burschberg (* 1935/1936), Handballspieler
- Karl Schultz (* 1937), Olympiateilnehmer im Vielseitigkeitsreiten 1972 und 1976
- Cecilia von Studnitz (* 1940), Schriftstellerin
- Reiner Karge (1944–1994), Maler und Musiker
- Thomas Fischer (* 1947), Historiker
- Christian Hoose (* 1952), Diplomat, Ministerialbeamter und Berater
- Wolfram Kühn (* 1952), Vizeadmiral a. D. der Bundesmarine und Stellvertreter des Generalinspekteurs der Bundeswehr
- Stefan Romey (* 1953), Lehrer und Autor antifaschistischer Bücher und Publikationen
- Wolfgang Kröske (* 5. März 1953), Dr. Seltsam, Gründer der legendären Berliner Lesebühne „Dr. Seltsams Frühschoppen“
- Norbert Bebensee (1953–2021), Fußballspieler
- Cornelius Dane (1956–2004), Schauspieler
- Thorsten Geißler (* 1959), Jurist und Politiker (CDU)
- Birgit Honé (* 1960), Verwaltungsjuristin, Ministerialbeamtin und Politikerin (SPD)
- Malte Roeper (* 1962), Autor, Dokumentarfilmer, Dramaturg und Bergsteiger
- C. Cay Wesnigk (* 1962), Filmemacher, Grimme-Preisträger
- Holger Zebu Kluth (* 1962), Dramaturg, Kulturmanager und Fotograf
- Stefan Leible (* 1963), Rechtswissenschaftler, Hochschullehrer und -präsident
- Stefan Boness (* 1963), Fotograf und Fotojournalist
- Roberta Hübner (* 1965), Juristin und Richterin am Bundesfinanzhof
- Carsten Kober (* 1967), ehemaliger Fußballspieler
- Marko Riegel (* 1974), Fußballspieler
- Mirka Derlin (* 1984), Fußballschiedsrichterin

### Persönlichkeiten, die in Bad Schwartau lebten oder leben
- Johann Georg Buchwald (1723–1806), Fayencekünstler
- Friedrich Carl Schnoor (1758–1816), Justiz-Amtmann, Leiter des Großvogtei-Gerichts
- Emanuel Geibel (1815–1884), Lyriker
- August Lüderitz (1838–1922), Kolonialpionier-Bruder, Unterhändler und Geschäftspartner von Franz Adolf Eduard Lüderitz
- Heinrich Aye (1851–1923), Pastor, Heimatforscher, Initiator des Ostholstein-Museums Eutin und Archäologe
- Anton Baumann (1851–1907), Braumeister und Begründer des Kur- und Badewesens in Bad Schwartau
- Heinrich Harms (1861–1933), Schulgeograph
- Oswald von Studnitz (1871–1963), letzter überlebender Kapitän zur See der Kaiserlichen Marine
- Rudolf Carsten (1880–1954), Nutzpflanzenzüchter
- Käthe Leu (1881–1933), sozialdemokratische Politikerin, lebte von 1907 bis 1911 in Schwartau[36]
- Peter Purzelbaum (= Karl Alexander Pruß von Zglinitzki, Major a. D.) (1884–1957), Humorist
- Hans Howaldt (1888–1970), Olympiateilnehmer im Segeln 1936
- Max Steen (1898–1997), Lehrer, Heimatforscher und Förderer der niederdeutschen Sprache; Ehrenbürger der Stadt Bad Schwartau
- Jürgen Maass (1908–1981), Bildhauer
- Heiko Hoffmann (* 1935 in Stettin), Justizminister a. D. und Ministerpräsidentschaftskandidat (1987)
- Sabine Petzl (* 1965 in Wien), Schauspielerin
- Malte Kreutzfeldt (* 1969 in Lübeck), in Bad Schwartau aufgewachsener Regisseur.
- Thomas Knorr (* 1971 in Lübeck), Handballspieler und -trainer
- Sandra Völker (* 1974 in Lübeck), Schwimmweltmeisterin
- Bodo Wartke (* 1977 in Hamburg), Klavierkabarettist